# Bijziendheid

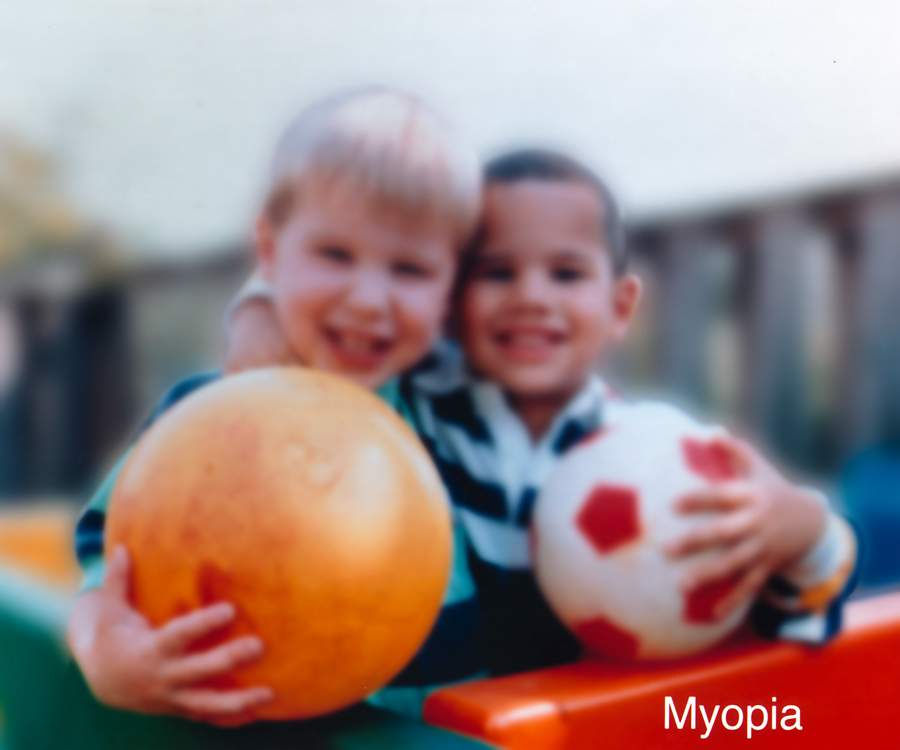
Bijziend zonder bril

Schema van een myoop oog zonder en met correctie door middel van een brillenglas

Bijziendheid of myopie is een ametropie waarbij de persoon (dan een myoop genaamd) voorwerpen ver weg niet scherp kan zien, maar wel nabijgelegen voorwerpen. Vandaar ook de naam (dicht)bijziendheid. Een voorwerp met een vergentie van 0 zal dus niet scherp waargenomen worden en als het voorwerp dichterbij komt, zal de vergentie dalen tot een negatief getal. Zodra dit getal gelijk is aan de graad van ametropie zal het voorwerp wel scherp worden waargenomen.
Het woord myopie komt van het Griekse μυωψ (muoops) bijziend, kortzichtig.

## Algemeen
Bijziendheid is geen ziekte, maar een refractiefout, een brekingsfout, in het optische systeem van het oog. Als we kijken in de verte dient het beeld, van het voorwerp waar we naar kijken, geprojecteerd te worden op het netvlies. Om precies te zijn wordt de afbeelding geprojecteerd op een speciaal plekje, de fovea.
Een te lang oog, of een oog met een te sterk gekromd (te bol) lenssysteem, projecteert de afbeelding vóór het netvlies, dus voor de fovea zodat op het netvlies een onscherp beeld ontstaat. 
De afwijking begint zich meestal vanaf 8 tot 12 jaar te ontwikkelen en in de tienerjaren wordt het geleidelijk meer naarmate het oog groeit en daarmee de ooglengte toeneemt. Het brandpunt binnen het oog zal dan zich verder voor het netvlies gaan bevinden. Wanneer de volwassenheid bereikt wordt, blijft de refractiefout meestal stabiel.
De indeling van oogafwijkingen - zoals bij- en verziend - en hun verklaring en correctie, werd uitgewerkt door de Nederlands oogarts Franciscus Cornelis Donders. De sterkte van de refractiefout wordt gemeten door een opticien, orthoptist, optometrist of oogarts. Ze wordt uitgedrukt in de dioptrie van de nodige lenzen. Hoe hoger de dioptriën bijziendheid, des te dichter bij het voorwerp gehouden zal moeten worden om scherp waargenomen te kunnen worden.

## Oorzaken
De oorzaken van bijziendheid zijn vermoedelijk divers. De enorme stijging van bijziendheid de laatste halve eeuw suggereert volgens sommigen dat overmatig gebruik van de ogen op korte afstand (computergebruik, lezen) vaak tot bijziendheid leidt. 
In 2018 kwam naar buiten dat een resultaat van het Generation R-onderzoek aantoont dat veelvuldig en langdurig kijken op smartphone en/of tablet bij kinderen leidt tot een grotere kans op bijziendheid.
Bijziendheid is erfelijk bepaald. CREAM (Consortium for Refractive Error and Myopia), een samenwerkingsverband tussen alle myopiestudies wereldwijd, identificeerde 26 genen voor bijziendheid en refractieafwijkingen. Deze genen hebben verschillende functies, zoals overdracht van signalen in de hersenen naar de ogen, opbouw van het bindweefsel in de ogen en ontwikkeling van het oog. Dragers van meerdere van deze genen hebben een 10 keer hoger risico op bijziendheid.
Naast genetische factoren spelen ook omgevingsfactoren een belangrijke rol. Veel lezen of de mate waarin iemand als kind buiten gespeeld heeft, veroorzaken of verergeren de klachten bij mensen die al erfelijk belast zijn. Tevens zien we dat bij mensen met een hoger opleidingsniveau (bijvoorbeeld universiteit) vaker bijziendheid voorkomt.

## Hulpmiddelen
Een bril of contactlenzen met concave lenzen (een zogenaamde negatieve sterkte, vaak "min-sterkte" genoemd) zorgen ervoor dat de stralen zo worden afgeweken dat ze terug samenkomen op het netvlies. 
Dit kan ook bereikt worden door met laser het hoornvlies van vorm te veranderen zodat deze minder bol wordt. Twee van de meest gebruikte methoden zijn de LASEK en LASIK behandeling
Wanneer de refractiefout groot is, kunnen de gebruikelijke correctiemiddelen een probleem vormen. Brillenglazen worden dan zeer dik aan de buitenrand en contactlenzen worden niet door iedereen verdragen. De laserbehandeling is dan ook niet meer mogelijk doordat er dan te veel weefsel weggehaald moet worden uit het hoornvlies om het gewenste effect te bereiken. Dan zijn er nog meer chirurgische mogelijkheden. 
Bij een PIOL-operatie kan een extra intraoculaire lens chirurgisch ingezet worden voor de eigen ooglens en daarmee de bril of contactlens overbodig maken. 
Bij een "vervroegde" staaroperatie, een zogenaamde CLEAR-operatie (waarbij CLEAR staat voor Clear Lens Extraction And Replacement), wordt de lens vervangen door een kunstlens. Dat leidt er wel toe dat het accommodatievermogen verloren gaat, waardoor een correctiemiddel voor het nabij kijken (leesbril) noodzakelijk blijft. Dit gebeurt in de meeste gevallen met een leesbril of als er toch nog een verziencorrectie nodig is met multifocale bril. Gewoonlijk wordt een CLEAR-operatie aanbevolen voor mensen bij wie het eigen accommodatievermogen verminderd is (ouder dan 45-50 jaar) en de PIOL-operatie voor mensen bij wie het accommodatievermogen nog in orde is.